# František Jež
František Jež (* 16. Dezember 1970 in Valašské Meziříčí) ist ein ehemaliger tschechischer Skispringer.

## Werdegang
Jež nahm 1988 erstmals an Weltcup-Wettbewerben teil. Er war Mitglied der tschechoslowakischen Mannschaft bei der Vierschanzentournee. Er konnte sich für alle vier Hauptwettkämpfe qualifizieren und erreichte in Oberstdorf und Bischofshofen den zweiten Durchgang. Bei der Juniorenweltmeisterschaft 1988 im österreichischen Saalfelden konnte er mit der tschechoslowakischen Mannschaft die Bronzemedaille gewinnen.
1990 war die erfolgreichste Saison für Jež. So konnte er bei der Vierschanzentournee das Abschlussspringen in Bischofshofen gewinnen und belegte in der Gesamtwertung den zweiten Rang hinter Dieter Thoma und vor Jens Weißflog. In dieser Saison konnte er noch drei weitere Weltcup-Siege feiern. Im Gesamtweltcup belegte er den fünften Rang.
An diese Leistungen konnte Jež erst 1992 wieder anknüpfen. Nach mehreren Platzierungen unter den besten Zehn wurde er Siebenter im Gesamtweltcup und belegte Platz fünf bei der Vierschanzentournee. Bei den Olympischen Winterspielen 1992 in Albertville konnte Jež mit der tschechoslowakischen Mannschaft die Bronzemedaille erkämpfen. Dieses Ergebnis konnte die Mannschaft bei der Nordischen Skiweltmeisterschaft 1993 verbessern. Hinter Norwegen gewannen sie die Silbermedaille.
Nachdem sich ab 1992 der V-Stil immer mehr durchsetzte, hatte Jež große Probleme den neuen Stil zu erlernen und konnte nie wieder an die guten Leistungen aus den Jahren 1990 und 1992 anknüpfen. So konnte er sich oftmals nur mühevoll für den Hauptwettbewerb qualifizieren und erreichte oftmals nicht den zweiten Durchgang. Im Dezember 1999 nahm Jež das letzte Mal an einem Weltcup-Wettbewerb teil. Im französischen Chamonix belegte er den 44. Platz.
František Jež arbeitet nach seiner aktiven Zeit als Sportler als Sport-Manager. So war er unter anderem für den Vierschanzentournee-Sieger und Gesamtweltcup-Sieger Jakub Janda tätig.

## Erfolge

### Weltcupsiege im Einzel
| Nr. | Datum            | Ort           | Typ           |
| --- | ---------------- | ------------- | ------------- |
| 1.  | 6. Januar 1990   | Bischofshofen | Großschanze   |
| 2.  | 7. Februar 1990  | St. Moritz    | Normalschanze |
| 3.  | 9. Februar 1990  | Gstaad        | Normalschanze |
| 4.  | 18. Februar 1990 | Predazzo      | Großschanze   |

### Weltcup-Platzierungen
| Saison  | Platz | Punkte |
| ------- | ----- | ------ |
| 1989/90 | 05.   | 202    |
| 1990/91 | 21.   | 048    |
| 1991/92 | 07.   | 127    |
| 1992/93 | 37.   | 013    |
| 1993/94 | 56.   | 043    |
| 1994/95 | 37.   | 086    |
| 1995/96 | 28.   | 226    |
| 1996/97 | 47.   | 069    |
| 1997/98 | 46.   | 056    |

### Grand-Prix-Platzierungen
| Saison | Platz | Punkte |
| ------ | ----- | ------ |
| 1995   | 15.   | 782    |
| 1996   | 12.   | 097    |
| 1997   | 41.   | 010    |